# Lao-lao

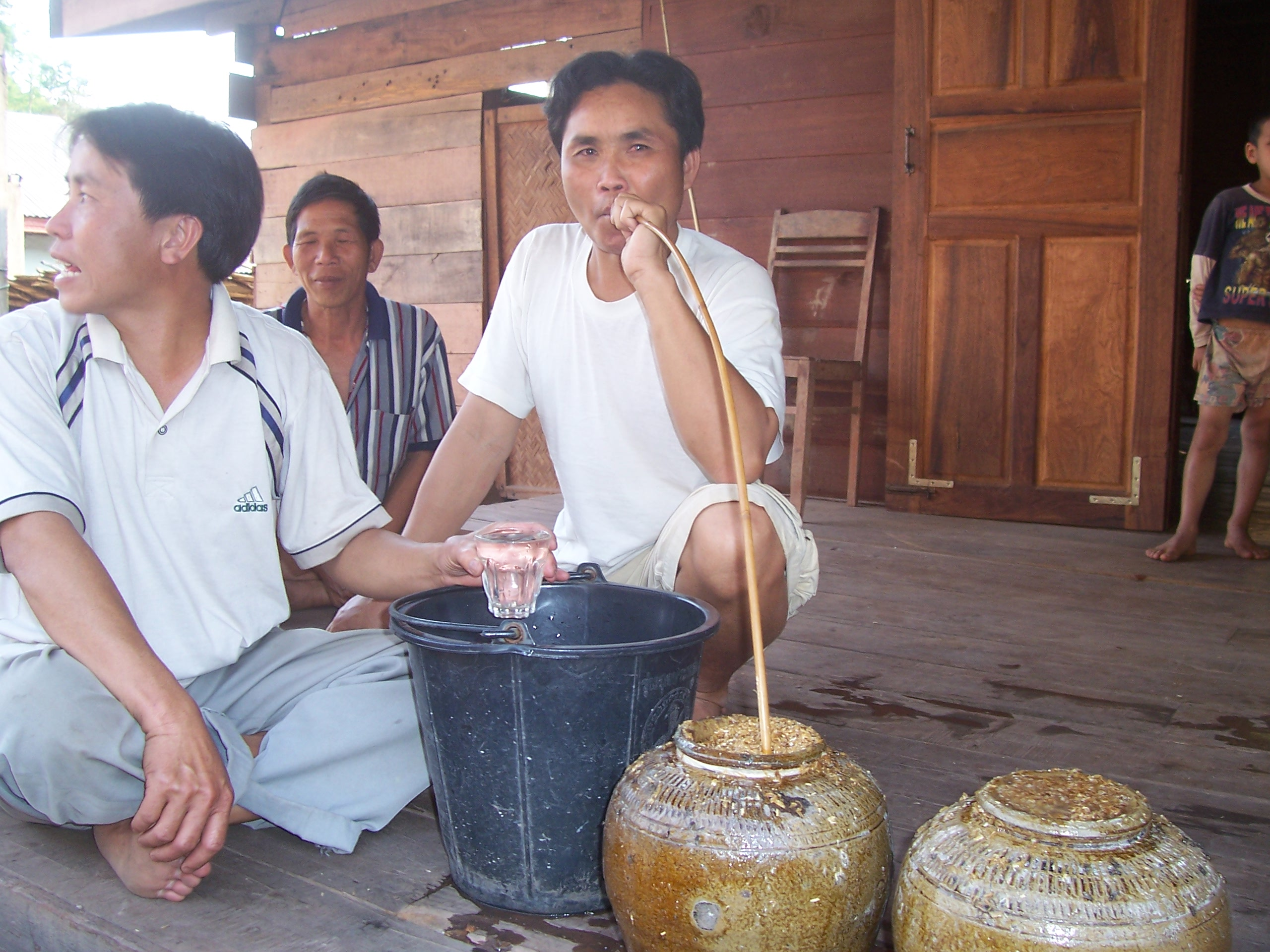
Hombres de Laos bebiendo Lao-lao

Lao-lao (o whisky de arroz) (en idioma lao ເຫລົ້າລາວ) es una bebida alcohólica tradicional de Laos, consiste en un licor producido a partir de la fermentación del arroz con alta graduación alcohólica (alrededor del 40%), el cual se produce de manera artesanal en los hogares laosianos. Comúnmente se sirve para dar la bienvenida a los visitantes y en las celebraciones. El vaso en el que se sirve la bebida es uno solo para los comensales que se sientan en círculo y se va rellenando el vaso conforme cada miembro del círculo va tomando la bebida. También es frecuente que en el interior de las botellas de vidrio de Lao-lao se coloquen algunas raíces o reptiles como serpientes o escorpiones, logrando una bebida muy apreciada a la cual se atribuyen propiedades medicinales. También está considerada como la bebida alcohólica más barata del mundo, ya que en su país de origen, se pueden encontrar botellas de este licor a un precio que no rebasa un dólar. Junto con el beerlao, que es la cerveza tradicional laosiana, son estas 2 las bebidas alcohólicas más importantes del país asiático.

## Nombre
El nombre no significa una palabra repetida, sino que existe una ligera diferencia en la pronunciación en cuanto a la duración de cada palabra, lo que hace que en el idioma lao la primera lao (ເຫລົ້າ) significa "alcohol" y es pronunciada con un tono más largo y descendente en el dialecto estándar laosiano y la segunda lao (ລາວ) significa "laosiano" y es pronunciada en un tono más corto y ascendente.

## Turismo
Se considera que el turista que visita Laos, no completa su visita al país sino prueba esta bebida tradicional, por lo que es común encontrar que las empresas turísticas ofrezcan entre sus paquetes la visita a los centros de producción de la bebida para la degustación e incluso rutas turísticas exclusivas basadas en la historia, la producción y las variedades de este destilado.